# Charles Shackford
Charles Reeve Shackford (New York, 18 april 1918 – New London (Connecticut), 20 april 1979) was een Amerikaans componist, muziekpedagoog, dirigent en organist.

## Levensloop
Shackford studeerde na zijn basisopleiding vanaf 1937 aan de Yale School of Music in New Haven (Connecticut) en behaalde in 1941 zijn Bachelor of Music. In 1944 behaalde hij eveneens aan de Yale School of Music zijn Master of Music. Tot zijn leraren behoorden Paul Hindemith, David Stanley Smith, Frank Bozyan en Ralph Kirkpatrick. In deze tijd studeerde hij eveneens aan de Juilliard Summer School en behaalde een diploma in muziektheorie in 1940.
Van 1944 tot 1946 doceerde hij aan de Bennett Junior College in Millbrook (New York). Vanaf herfst 1946 studeerde hij aan de Harvard-universiteit in Cambridge (Massachusetts) compositie en contrapunt. In 1949 begon hij met zijn dissertatie Intonation in Ensemble String Performance. In 1954 promoveerde hij tot Ph.D. (Philosophiæ Doctor). Zijn leraren aan de Harvard-universiteit waren Walter Piston en Archibald T. Davison
Vanaf 1952 was hij organist aan kerken in de omgeving van Boston en koorleider van het Belmont Community Chorus (1955-1959) alsook docent voor muziekgeschiedenis aan het Wellesley College in Wellesley (Massachusetts) (1952-1953). In 1962 werd hij associate Professor en bestuurslid van de muziekafdeling aan het Wilson College in Chambersburg. Verder was hij dirigent van het koor aan dit college. In 1964 was hij visiting professor aan het Connecticut College, waar hij in 1966 volwaardige professor werd. Hier was hij ook van 1969 tot 1972 directeur van de muziekafdeling.
Als componist schreef hij voor vele genres, werken voor orkest, harmonieorkest, voor koren en veel kamermuziek.

## Composities

### Werken voor orkest
- 1944 Small symphony in F, voor orkest
- 1969 Fantasy on Vysehrad, voor twee piano's en orkest
- 1976 Concerto - (Overture Concertante No. 2), voor koperblazers en orkest (In memory of Walter Piston - ter nagedachtenis aan Walter Piston)

### Werken voor harmonieorkest
- 1974 Overture Concertante

### Missen en gewijde muziek
- 1953 O Lord, in the morning shalt thou hear my voice - Psalm V, voor driestemmig vrouwenkoor (SSA)
- 1955 Have mercy upon me, O God - Psalm 51, verse 1 en 10, voor vrouwenstemmen
- 1955 Psalm 107, voor gemengd koor
- 1956 Te Deum in C, voor gemengd koor en orgel
- 1964 Nunc Dimittis, voor vierstemmig vrouwenkoor (SSAA)
- 1966 The Lord is my shepherd - psalm 23, voor gemengd koor
- 1967 Bless the Lord, O my soul - psalm 104, voor unisono koor en koperblazers
- 1968 O sing unto the Lord - psalm 96: 1, 6, 9, 11-13, voor gemengd koor
- 1970 Behold how good and pleasant it is - psalm 133, voor vierstemmig vrouwenkoor (SSAA)
- 1971 Blessed is the man - psalm I, voor vierstemmig vrouwenkoor (SSAA)
- 1971 I will lift up mine eyes - psalm 121, voor gemengd koor
- 1971 Nunc dimittis - St. Luke II: 29-32, voor gemengd koor
- 1972 I was glad when they said unto me - psalm 122: verses 1, 2, 7, 9, voor vierstemmig vrouwenkoor (SSAA)
- 1978 Psalm 139 - Adonai khakartani vateida, voor solo bariton, gemengd koor en kamerorkest

### Werken voor koren
- 1959 Ode to Learning, voor mannenkoor en piano - tekst: Thomas Shepard
- Theme and variations of the Scottish ballade Sir Patric Spens, voor a capella mannenkoor

### Vocale muziek
- 1939 Follow thy fair sun, unhappy shadow, voor zangstem, viool en altviool - tekst: Campion
- 1939 I saw the moon rise, voor zangstem en piano
- 1939 Songs, voor zangstem en piano
  1. A bargain - tekst: Sir Philip Sidney
  2. Wantings is what? - tekst: Robert Browning
  3. Bad dreams I - tekst: Robert Browning
  4. Echo - tekst: Thomas Moore
  5. When thou art nigh - tekst: Thomas Moore
- 1969 Orpheus, voor sopraan, hobo en harp - tekst: William Meredith
- At the window, voor zangstem en viool - tekst: James Reeves
- Aus der "Spaziergang", voor bariton en piano - tekst: Friedrich von Schiller

### Kamermuziek
- 1939 Allegro movement in F-groot, voor hoorn, viool en piano
- 1942 Serenade, voor piano en kamer groep
- 1944 Movement, voor trompet en piano
- 1944 Slow movement, voor klarinet en piano
- 1947 Duets, voor klarinetten
- 1947 Duo, voor alt- en tenorsaxofoon
- 1947 Trio in A, voor strijkers
- 1949 Duo-sonate in F, voor hoorn en cello
- 1951 Fantasy in F, voor cello en piano
- 1952 Trio in G, voor hobo (of dwarsfluit), klarinet en fagot
- 1967 Toccata, voor 2 trompetten, hoorn, 2 trombones en tuba
- 1973 Quintet in Es, voor klarinet, hoorn in F, viool, altviool en cello
- 1974 Quintet in G, voor hobo, trompet, altsaxofoon, cello en contrabas
- 1975 Serenade in D on three Jewish melodies, voor dwarsfluit, klarinet, fagot, viool, cello en klavecimbel
- 1976 Eclogue, voor alt- en tenorsaxofons, vier celli en harp (IN MEMORY of Kathryn Nason Piston)
- 1977 Strijkkwartet Nr. 1 in A
- 1979 Strijkkwartet Nr. 2 in C
- Fugue in a klein, voor strijktrio
- Sonata allegro, voor strijktrio
- Suite, voor dwarsfluit en strijkers (viool, altviool en cello)

### Werken voor orgel
- 1956 Sonata

### Werken voor piano
- 1937 Sonata movement
- 1938 Five variations on a theme from "Snow White"
- 1939 Fantasie in C-groot
- 1939 Sonata in A
- 1943-1944 Movement for piano sonatina
- 1970 Suite
- Selections
  1. Whimsey
  2. Theme
  3. Little study
  4. Ground and air
  5. Prelude.